# 屏山天水圍公共圖書館

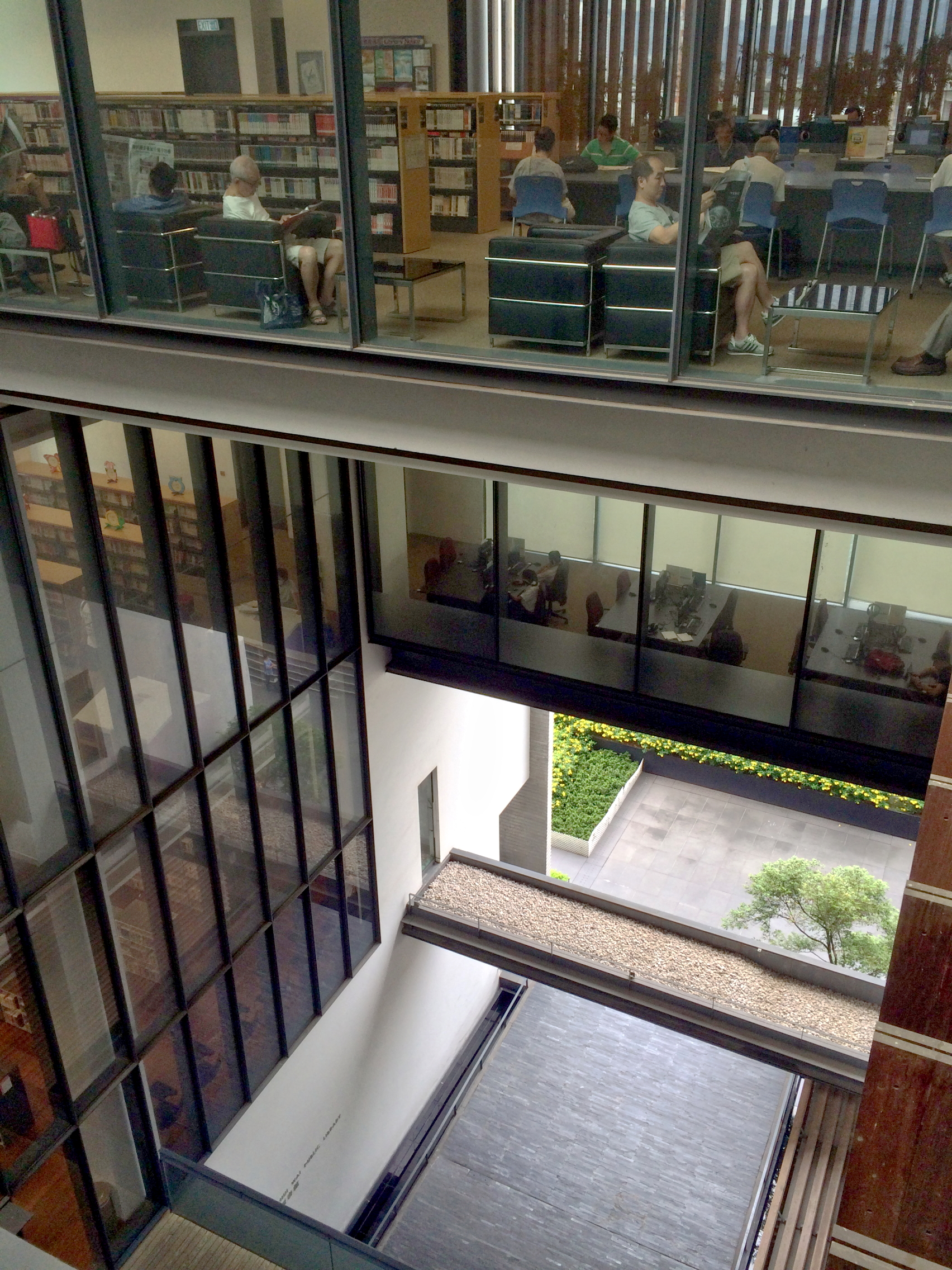
從館內庭園望圖書館各部份

屏山天水圍公共圖書館（英語：Ping Shan Tin Shui Wai Public Library）是香港元朗區的一座圖書館，屬康樂及文化事務署轄下香港公共圖書館系統管理的主要圖書館，該圖書館樓面面積6,100平方米，是香港規模第二大的公共圖書館，僅次於總館香港中央圖書館，位於新界元朗區屏山聚星路1號屏山文化康樂大樓高座。於2013年2月28日啟用，是香港第一間設有戶外閱讀環境的公共圖書館。圖書館主要為元朗區，以至整個新界西北區居民服務。

## 命名
規劃及興建時曾稱「新天水圍公共圖書館」，及後依照康文署參照附近設施與附近道路名稱的場地命名指引，正式命名為上述名稱。名稱包含屏山及天水圍兩個地方，與南丫島南段公共圖書館及南丫島北段公共圖書館同樣具有10個漢字，為香港公共圖書館系統中名稱最長的圖書館之一，而英文名稱則是系統中最長，具有31個羅馬字母。為方便稱呼，使用者常稱該圖書館為「屏山圖書館」或「天水圍圖書館」，唯「天水圍圖書館」亦可指位於天澤邨的天水圍北公共圖書館。

## 歷史
在1997年11月3日，臨時區域市政局轄下的元朗區委員會考慮到元朗區的人口於2006年將增加至59萬多人，而區內又只有一所位於壽富街元朗政府合署的元朗公共圖書館，故此經研究後，決定選址於天水圍天福路和屏廈路交界興建一家永久區域圖書館，當時另一個選址為天水圍第33A區、即今天的銀座廣場。
可是2000年董建華政府在臨時區域市政局解散後，一度因財政赤字問題嚴峻而檢討建館計劃，改為先設立一間臨時圖書館，為天水圍居民提供服務，最終該間位於嘉湖銀座（現稱+WOO 嘉湖）臨時圖書館於2001年10月12日開館，共運作約十年。根據2007年香港立法會文件表示，天水圍公共圖書館極受區內居民歡迎，平均每日外借圖書館資料為4,682件。在圖書館的繁忙時間，平均每小時約有2,200人次到訪，每日到訪人次達12,000。
康文署於2005年向元朗區議會提出建議，重新啟動建館計劃，圖書館按主要圖書館6,200平方米樓面面積的規格而建，又將圖書館與體育館以綜合大樓形式一併興建。
2011年11月，港府新聞公報及報章《am730》稱該圖書館會於2012年年底啟用。該館自修室在2012年11月19日率先投入服務，而在2013年1月2日，康文署宣布新圖書館於同年2月28日起投入服務，而臨時圖書館自當日起關閉。天水圍公共圖書館的原址已改建為香港賽馬會投注站和太興餐廳。

## 設計
圖書館由建築署溫灼均建築師設計，借鋻了屏山傳統建築的風格，並用上了石磚、木屏風及生銹鐵等物料，建築師希望以此達至「傳統與現代共融」的效果。各樓全層均設有花圃和綠化平台，玻璃幕牆均能夠將自然光線引進館內，使到於日間能夠節省70%電力。另外高低錯落的中庭和庭園設計可讓讀者直接把書本攜到戶外環境閱讀，其環境保護設計獲得香港建築師學會頒授2011年年獎——全年境內建築大獎。其後更獲得2012年香港工程師學會卓越結構大獎（香港項目），亦獲得2014年亞洲最具影響力設計獎優異獎。
圖書館在啟用前及初期曾發生一些小插曲，例如在正門入口上方，貫穿學生自修室與青少年圖書館的橋樑裝飾，原本是種了一棵樹作點輟，但最終因漏水問題而導致樹木枯萎死亡，並在圖書館啟用前移走。而4樓中庭平台原設計可供使用者出入，但因安全問題最後未有開放。

## 設施及館藏
圖書館樓高7層，面積6,100平方米。除了成人圖書館、兒童圖書館及參考圖書館外，該館1樓設有擺放青少年讀物的青少年圖書館，是全港第二間設有同類設施的公共圖書館。而3樓報刊閱覽部旁的小說天地，是專門擺放不同類型小說的區域。而1樓學生自修室提供共228個座位。
圖書館初期藏書約270,000冊，現已增至330,000冊，逾15,000項錄音資料及唯讀記憶光碟、參考館藏（包括香港特藏及地區特藏、一般參考圖書、字典及指南等）逾30,000冊。圖書館亦設有多媒體資料圖書館、電腦資訊中心及互聯網／電子資源工作站，內有多部電腦供讀者使用。另外，圖書館各層均設有自助借書機及在地下設立特快歸還服務，簡化借還書手續及推行圖書館自助化。除此之外，館內亦設有咖啡閣及綠化天台。圖書館因而獲得「香港最美公共圖書館」的稱號。

### 樓層
| 樓層 | 設施                                                                                                  | 圖片集                                              | 圖片集                                              |
| ---- | --- | --------------------------------------------------- | --------------------------------------------------- |
| 7樓  | 職員專用（不對外開放）                                                                                |                                                     |                                                     |
| 6樓  | 參考圖書館 綠化平台 洗手間                                                                            | 6樓參考圖書館                                       | 6樓綠化平台                                         |
| 5樓  | 成人圖書館（中文書籍） 多媒體資料圖書館                                                               | 5樓成人圖書館（中文書籍）                           | 5樓成人圖書館（中文書籍）                           |
| 4樓  | 成人圖書館（英文書籍） 電腦資訊中心 洗手間                                                            | 4樓成人圖書館（英文書籍）                           | 4樓成人圖書館（英文書籍）                           |
| 3樓  | 成人圖書館（小說天地） 報刊閱覽部 推廣活動室、庭院（戶外閱讀區） 咖啡閣、洗手間                       | 3樓圖書館外設戶外庭園，讀者可直接把書本攜到戶外閱讀 | 3樓圖書館外設戶外庭園，讀者可直接把書本攜到戶外閱讀 |
| 2樓  | 兒童圖書館 圖書館出入口（不會開放） 育嬰間、洗手間                                                    | 2樓兒童圖書館幼兒圖書角                             | 2樓兒童圖書館幼兒圖書角                             |
| 1樓  | 青少年圖書館 中庭（室外閱讀區） 圖書館出入口 洗手間 學生自修室（需由另一個出入口進入）                | 1樓青少年圖書館                                     | 1樓青少年圖書館                                     |
| 地下 | 圖書館出入口、圖書館辦公室 顧客服務台、特快歸還服務、借還書處 展覽廳、讀者教育廳 互聯網資訊站、衣物間 | 圖書館正門                                          | 地下大堂                                            |

## 使用狀況
該館是全元朗區最多人使用的公共圖書館，每天平均到訪人數約3,000至4,000多人，平均借出的圖書館資料數量約3,000至4,000項。另外，該館也是全港第一所在夜間舉辦活動的公共圖書館，約70名中學生在2013年10月11日通宵在圖書館內進行多項活動。

## 爭議
雖然圖書館設計創新，並曾獲多個建築大獎，並被喻為「香港最美公共圖書館」。惟該圖書館規則與香港所有圖書館一樣，禁止公眾進行拍攝及錄影。而此館對禁止攝影的管理較一般圖書館更嚴。康文署為防有人拍攝及錄影，於場內各層多個位置，包括入口、服務台、升降機前、樓梯、兒童圖書館以至自修室等貼上多張「禁止拍攝」告示，以及各層派遣保安作為監視。有媒體在圖書館6樓的綠化平台僅拍攝街外風景亦被保安阻止。保安員指出圖書館的平台屬於康文署管理範圍，因此不論使用手機或相機都不可以攝影。元朗區議員鄺俊宇批評措施欠人性化。屏山原居民鄧達智認為，大樓設計別樹一幟，可以成為旅遊景點，不必完全禁止公眾拍照，惟康文署表明不會對圖書館的攝影規限修改或放寬。

## 開放時間
| 日期                                                   | 開放時間                                                          |
| ------------------------------------------------------ | ----------------------------------------------------------------- |
| 星期一至星期六（星期四除外）                           | 上午9:00至晚上8:00                                                |
| 星期四                                                 | 中午12:00至晚上8:00                                               |
| 星期日及公眾假期                                       | 上午9:00至下午5:00（2018年7月1日至10月1日延長開放時間至晚上8:00） |
| 元旦日 農曆年初一至年初三 耶穌受難日 聖誕節 聖誕節翌日 | 休息                                                              |

## 外部連結
- 香港公共圖書館（页面存档备份，存于）
- 香港公共圖書館 - 屏山天水圍公共圖書館（页面存档备份，存于）